# Au nom de la terre
Au nom de la terre (traducción: En nombre de la tierra), es una película de drama francesa de 2019 dirigida por Edouard Bergeon en su primer largometraje como director. Fue protagonizada por Guillaume Canet, Veerle Baetens, Anthony Bajon y Rufus.

## Sinopsis
Pierre tiene 25 años cuando regresa de Wyoming para encontrar a Claire, su prometida, y hacerse cargo de la granja familiar. Veinte años después, la granja ha crecido, al igual que la familia. Es la época de los días felices, al menos al principio. Las deudas se acumulan y Pierre está exhausto en el trabajo.

## Reparto
- Guillaume Canet: Pierre Jarjeau
- Veerle Baetens: Claire Jarjeau
- Anthony Bajon: Thomas Jarjeau
- Rufus: Jacques Jarjeau, padre de Pierre
- Samir Guesmi: Mehdi
- Yona Kervern: Emma Jarjeau
- Marie-Christine Orry: Martine Jarjeau
- Raffin Melanie: Sarah
- Solal Forte: Rémi

## Recepción

### Crítica
La película tuvo críticas mayormente positivas.
"Un devastador grito de angustia sobre las maneras en las que han cambiado los métodos de la vida rural y la agricultura en los últimos 40 años (...) Una historia emocionalmente absorbente" dijo Lisa Nesselson de Screendaily.

### Reconocimiento
- 2019: Premios César: Nominada a mejor primera película, actor revelación (Bajon) y al César del público..